# Петерсхайн (Каменц)

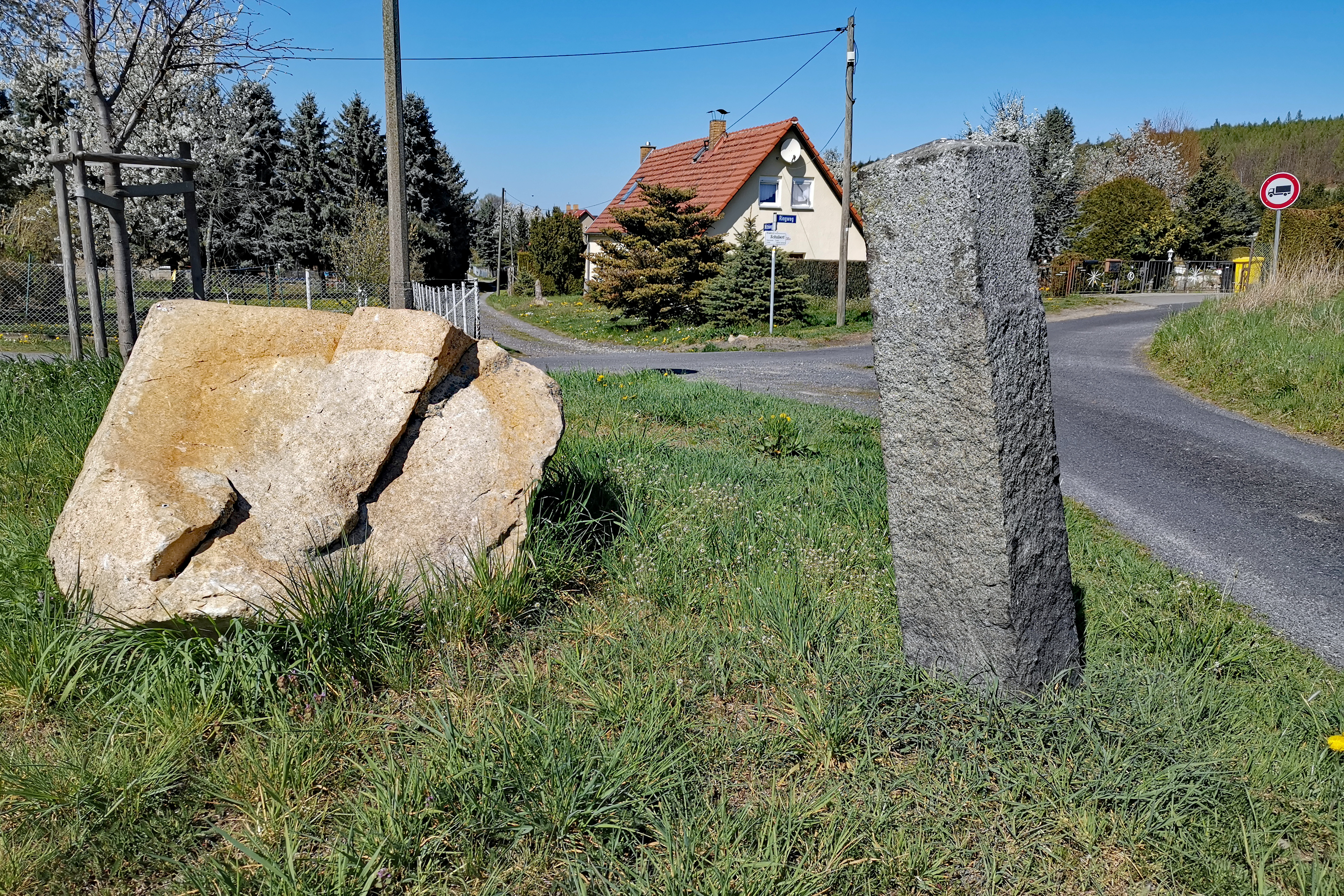
Каменный дорожный указатель. Памятник культуры и истории федеральной земли Саксония

Петерсхайн (нем. Petershain) — сельский населённый пункт в городских границах Каменца, район Баутцен, федеральная земля Саксония, Германия.

## География
Находится западнее Каменца и южнее автомобильной дороги S100 (участок Каменц — Нойкирх). На юго-востоке и юге от деревни находятся два одноимённых холма под наименованием Шпицберг (Spitzberg). На юго-востоке холм высотой 289 метров и на юге — холм высотой 279 метров.
Соседние населённые пункты: на севере — деревня Рорбах (в городских границах Каменца), на востоке — Брауна (Брунов, в городских границах Каменца), на юго-востоке — деревня Швосдорф (Швобицы, в городских границах Каменца) и на западе — деревня и административный центр коммуны Нойкирх.

## История
Впервые упоминается в 1225 году под наименованием «Petereshagen». С 1957 по 1994 года деревня входила в коммуну Брауна, с 1994 по 1999 года — в коммуну Шёнтайхен. 1 января 1999 года вошла в городские границы Каменца в статусе самостоятельного сельского населённого пункта.
Исторические немецкие наименования:
- Petereshagen, 1225
- Petirshain, 1263
- Petersheim, 1438
- Petirshayn, 1441
- Petershain ,1534
- Petterßhan, 1658
- Petershayn, 1791

## Население
| 1834 | 1871 | 1890 | 1910 | 1925 | 1939 | 1946 | 1950 | 2011 |
| ---- | ---- | ---- | ---- | ---- | ---- | ---- | ---- | ---- |
| 70   | 65   | 69   | 84   | 98   | 84   | 113  | 110  | 70   |